# Evangelische Kirche Busenborn

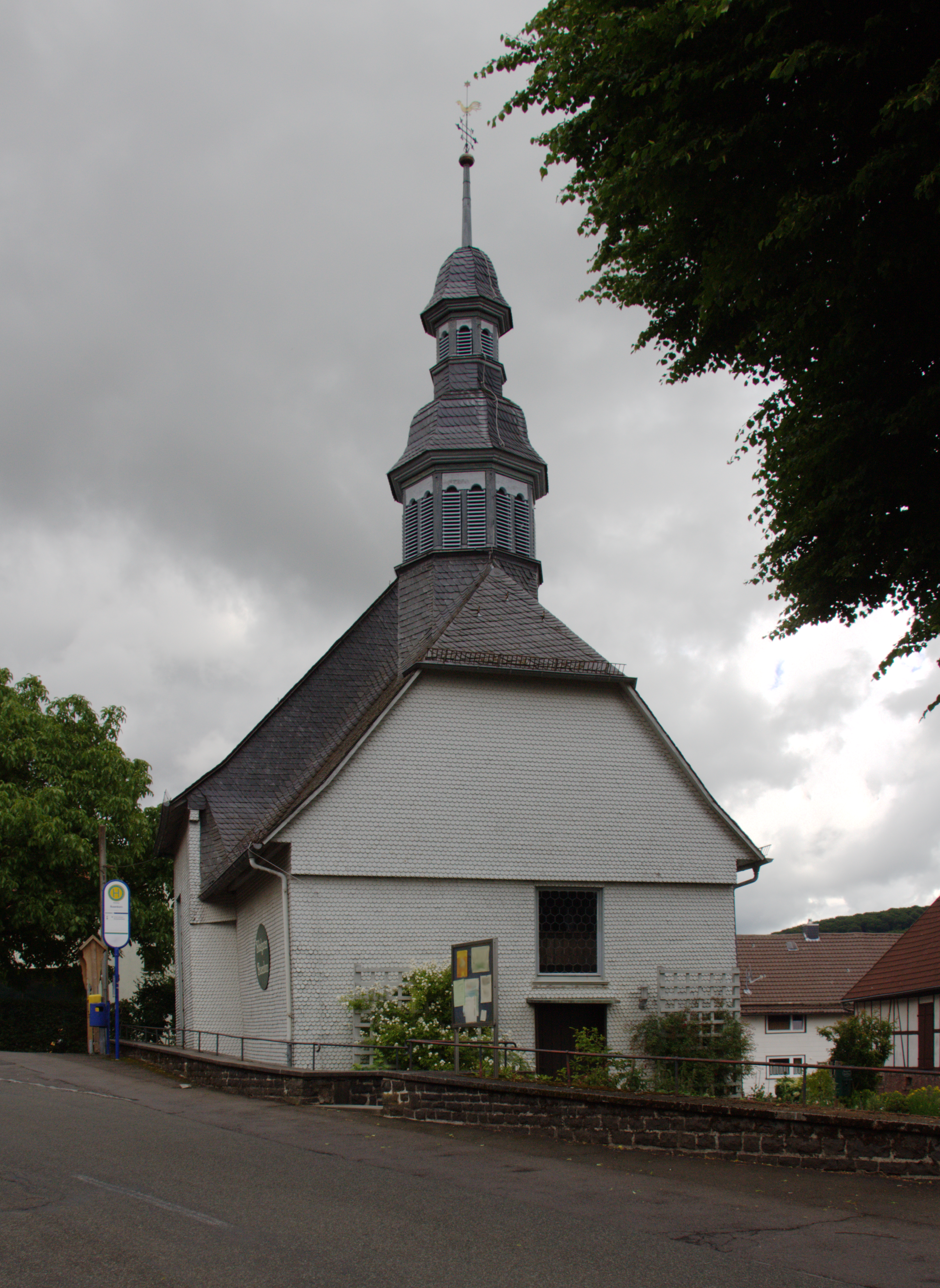
Kirche von Westen

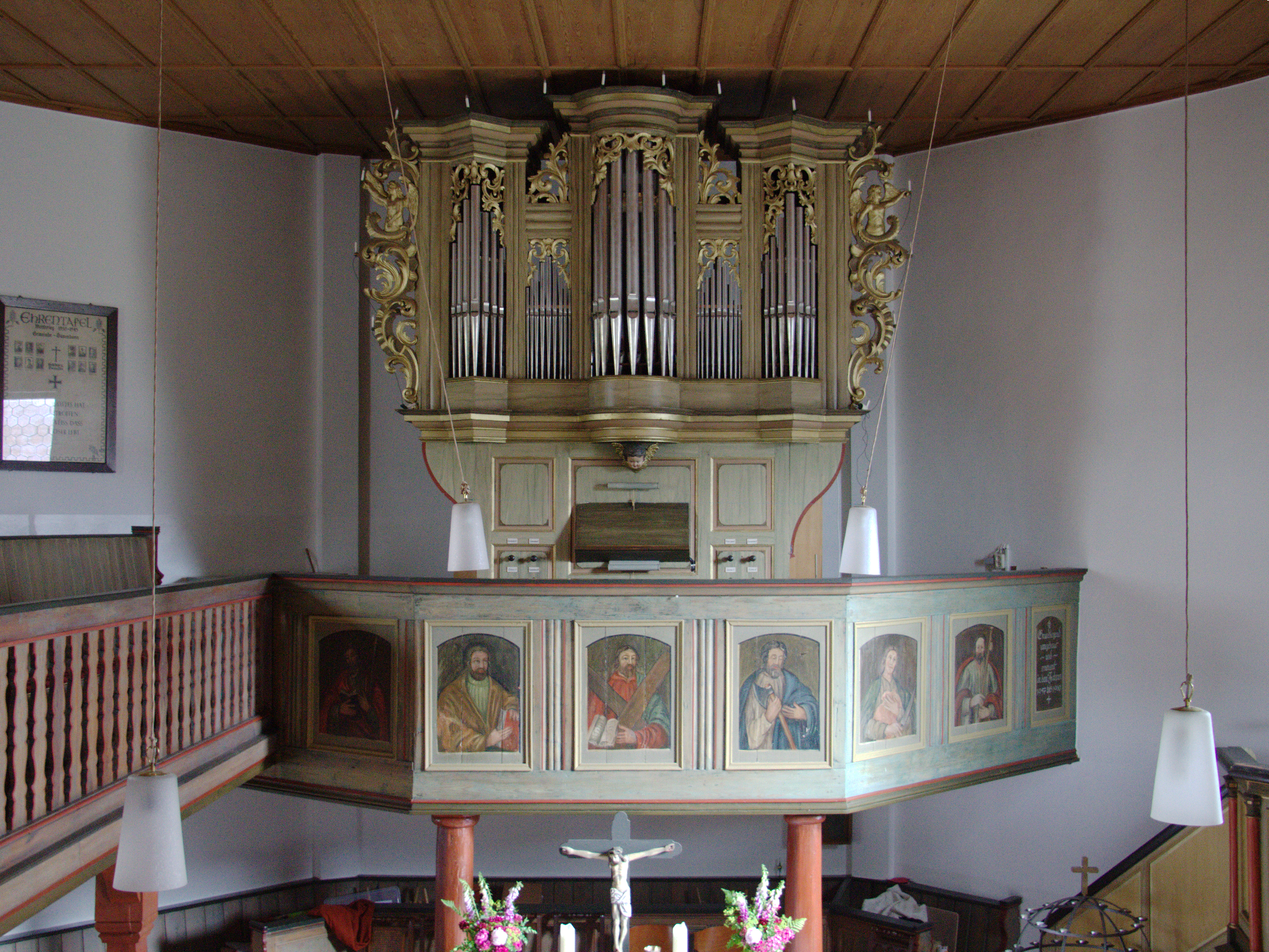
Rokoko-Orgel

Die evangelische Pfarrkirche ist ein denkmalgeschütztes Kirchengebäude in Busenborn, einem Stadtteil von Schotten im Vogelsbergkreis (Hessen).
Der westliche Teil des verschindelten Fachwerkbaues wurde von 1630 bis 1633 errichtet. Der östliche Teil mit dreiseitigem Schluss wurde 1789 fertiggestellt. Im 18. Jahrhundert wurde ein Haubendachreiter aufgesetzt. Der Innenraum wurde nach Bestandssicherung von 1957 bis 1960 neu gestaltet, nachdem der Abriss der Kirche für die Zeit nach Ostern 1958 bereits beschlossen war, aber seitens der Kirchenleitung nach neuerlichen Besichtigung doch noch widerrufen wurde.
In der Kirche steht eine Orgel aus der Zeit des Rokoko. Sie wird Johann Friedrich Syer zugeschrieben, der sie 1756 für Kirche in  Burkhards baute. 1885 wurde sie nach Busenborn überführt. Der fünfteilige Prospekt und einige Register sind erhalten.